# Rete Ferroviaria Italiana

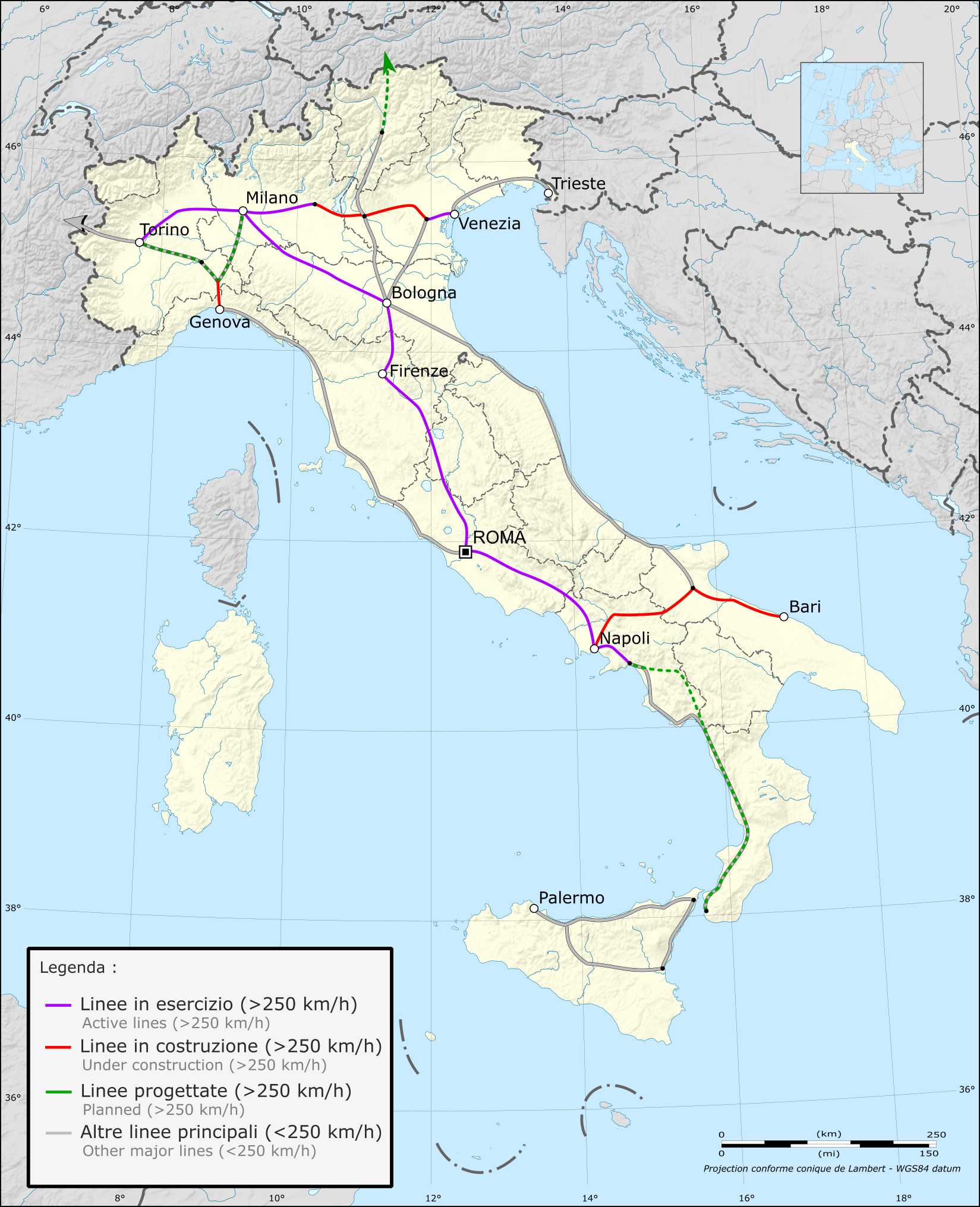
Italiaanse hogesnelheidslijnen, stand mei 2015

Rete Ferroviaria Italiana (RFI) is een Italiaans bedrijf, een dochter van Ferrovie dello Stato (FS). RFI is de eigenaar van het Italiaanse spoorwegnet. Het draagt de verantwoordelijkheid voor het onderhoud, de beveiliging en dergelijke van het spoorwegnet. Het exploiteert ook de schepen die zorgen voor de treinverbinding tussen het Apennijns Schiereiland en Sicilië.
RFI is op 1 juli 2001 gesticht als gevolg van de Europese richtlijn met betrekking tot de spoorwegen, die een scheiding voorschrijft tussen de beheerder en gebruiker van het netwerk. Tot 2001 werd het Italiaanse spoornetwerk in zijn geheel geëxploiteerd door Ferrovie dello Stato.